# Liste der Kulturdenkmale in Rottmannsdorf
Die Liste der Kulturdenkmale in Rottmannsdorf enthält die in der amtlichen Denkmalliste des Landesamtes für Denkmalpflege Sachsen ausgewiesenen Kulturdenkmale im Zwickauer Ortsteil Rottmannsdorf.

## Legende
- Bild: Bild des Kulturdenkmals, ggf. zusätzlich mit einem Link zu weiteren Fotos des Kulturdenkmals im Medienarchiv Wikimedia Commons. Wenn man auf das Kamerasymbol klickt, können Fotos zu Kulturdenkmalen aus dieser Liste hochgeladen werden:
- Bezeichnung: Denkmalgeschützte Objekte und ggf. Bauwerksname des Kulturdenkmals
- Lage: Straßenname und Hausnummer oder Flurstücknummer des Kulturdenkmals. Die Grundsortierung der Liste erfolgt nach dieser Adresse. Der Link (Karte) führt zu verschiedenen Kartendiensten mit der Position des Kulturdenkmals. Fehlt dieser Link, wurden die Koordinaten noch nicht eingetragen. Sind diese bekannt, können sie über ein Tool mit einer Kartenansicht einfach nachgetragen werden. In dieser Kartenansicht sind Kulturdenkmale ohne Koordinaten mit einem roten bzw. orangen Marker dargestellt und können durch Verschieben auf die richtige Position in der Karte mit Koordinaten versehen werden. Kulturdenkmale ohne Bild sind an einem blauen bzw. roten Marker erkennbar.
- Datierung: Baubeginn, Fertigstellung, Datum der Erstnennung oder grobe zeitliche Einordnung entsprechend des Eintrags in der sächsischen Denkmaldatenbank
- Beschreibung: Kurzcharakteristik des Kulturdenkmals entsprechend des Eintrags in der sächsischen Denkmaldatenbank, ggf. ergänzt durch die dort nur selten veröffentlichten Erfassungstexte oder zusätzliche Informationen
- ID: Vom Landesamt für Denkmalpflege Sachsen vergebene, das Kulturdenkmal eindeutig identifizierende Objekt-Nummer. Der Link führt zum PDF-Denkmaldokument des Landesamtes für Denkmalpflege Sachsen. Bei ehemaligen Kulturdenkmalen können die Objektnummern unbekannt sein und deshalb fehlen bzw. die Links von aus der Datenbank entfernten Objektnummern ins Leere führen. Ein ggf. vorhandenes Icon  führt zu den Angaben des Kulturdenkmals bei Wikidata.

## Rottmannsdorf
| Bild                                    | Bezeichnung                                                                            | Lage                                   | Datierung             | Beschreibung | ID       |
| --------------------------------------- | -------------------------------------------------------------------------------------- | -------------------------------------- | --------------------- | --- | -------- |
|                                         | Kirche mit Ausstattung                                                                 | Rottmannsdorfer Hauptstraße (Karte)    | 1100–1200 (Kirchturm) | eine der wenigen alten Wehrkirchen im Zwickauer Umland, markant über dem Ort stehend, von großer baugeschichtlicher, baukünstlerischer sowie landschaftsprägender Bedeutung. Die Rottmannsdorfer Kirche, die als Wehrkirche gilt, hat mehrere Brände und einige unsachgemäße Restaurierungen erlebt, aus denen nur der Sachkundige das einstige Aussehen herauszuschälen weiß. Romanisch, das Innere restauriert 1892, Chorturmkirche, das flach gedeckte Schiff vom eingezogenen, gerade geschlossenen Chor durch spitzbogigen Triumphbogen abgesetzt, in der Ostwand Rundbogenfenster, Turm im Oberteil verschiefert und von Dachreiter bekrönt, spätgotische Sakramentsnische, Sakristei von 1861, bemerkenswertes Relief mit den Sitzfiguren von Christus und den Zwölf Aposteln, 15. Jh., romanische Gruftgemälde, Sandsteinerner Taufständer mit Flachrelief, Deutschrenaissance 1600, Orgel von Müller, Werdau 1892.                                                                                           | 09231721 |
| Direkt Bild zu diesem Denkmal hochladen | Wohnstallhaus, zwei Seitengebäude und Scheune eines Vierseithofes                      | Rottmannsdorfer Hauptstraße 35 (Karte) | 1. H. 19. Jh.         | einer der wenigen geschlossen erhaltenen Vierseithöfe in Rottmannsdorf, daher von großer sozialgeschichtlicher und stadtentwicklungsgeschichtlicher Bedeutung. Scheune: um 1900, langgestreckter zweigeschossiger Bau über rechteckigem Grundriss, Fachwerk, Mansarddach, 1. Seitengebäude: links neben dem Eingang, Erdgeschoss massiv, Fachwerk-Obergeschoss verschiefert, flach geneigtes Satteldach, Fenster im Erdgeschoss und auch die Tür mit Ziegeln umrahmt, Bruchsteinsockel, um 1900, 2. Seitengebäude: Erdgeschoss massiv, dort Garageneinbau, Fachwerk-Obergeschoss, Satteldach, sehr schlicht, nur zur Vervollständigung des Hofes, eigentlich kein eigenständiger Denkmalwert, Wohnstallhaus: Erdgeschoss massiv, beide Giebelseiten massiv, Fachwerk-Obergeschoss, schlicht mit Eckstreben, gezapften Holzverbindungen, teilweise zu große Fenster, Satteldach mit kleinen Dachhäuschen über dem Eingang, Stalltüren noch erhalten, Putzfaschen an den Ecken, Graupelputz, 1. Hälfte 19. Jahrhundert. | 09231741 |
| Direkt Bild zu diesem Denkmal hochladen | Wohnstallhaus, Seitengebäude mit Durchfahrt und Scheune eines Vierseithofes            | Rottmannsdorfer Hauptstraße 37 (Karte) | bez. 1816             | komplett erhaltener Bauernhof mit gut erhaltenen Wohn- und Wirtschaftsgebäuden von baugeschichtlicher, ortsentwicklungsgeschichtlicher sowie städtebaulicher Bedeutung. Wohnstallhaus: Erdgeschoss massiv, Obergeschoss Fachwerk verschiefert, Satteldach, am Schiefer bezeichnet Anno 1816, Preußisches Kappengewölbe, schlichtes Wohnstallhaus, baulich leicht überformt, durch erhöhte Lage und Originalzustand trotzdem Denkmal. Scheune: eingeschossig mit Drempel, Fachwerk verbrettert, Satteldach. | 09231743 |
| Direkt Bild zu diesem Denkmal hochladen | Seitengebäude mit Oberlaube (ohne Anbau) und Scheune eines Vierseithofes               | Rottmannsdorfer Hauptstraße 49 (Karte) | 2. H. 18. Jh.         | gut erhaltene Wirtschaftsgebäude eines intakten Bauernhofes von großer hausgeschichtlicher Bedeutung. Seitengebäude: Erdgeschoss teilweise massiv unterfahren, Fachwerk-Obergeschoss mit sechsjochiger Oberlaube und gezapften Knaggen sowie Holzbrüstungen, Satteldach, Biberschwanzdoppeldeckung, Fachwerk zweiriegelig mit gezapften Streben, Oberlaube mit außen liegendem Treppenaufgang. Scheune: langgestreckter eingeschossiger Fachwerkbau verbrettert mit zwei Tennen und Bansen, Satteldach, Biberschwanzdoppeldeckung. | 09231744 |
| Direkt Bild zu diesem Denkmal hochladen | Wohnstallhaus, Scheune, Seitengebäude, Hofmauer und Streuobstwiese eines Dreiseithofes | Rottmannsdorfer Hauptstraße 52 (Karte) | um 1800               | gut erhaltenes ländliches Ensemble von sozialgeschichtlicher, baugeschichtlicher und stadtentwicklungsgeschichtlicher Bedeutung. Wohnstallhaus: Fachwerk-Obergeschoss, Erdgeschoss massiv mit nachträglicher Wärmedämmung und zu großen Fenstern, Fachwerk verschiefert, Satteldach, um 1800. Seitengebäude: an das Wohnstallhaus angebaut, zweigeschossig, Erdgeschoss massiv, Fachwerk-Obergeschoss verbrettert, Satteldach, Biberschwanzdoppeldeckung, um 1800. Scheune: an das Seitengebäude angebaut, eingeschossig mit Drempelgeschoss, Fachwerk verbrettert, Satteldach, um 1800. Hofwand: Ziegelmauerwerk mit Holztor und Holzpforte. Typischer Bauernhof des 19. Jahrhunderts, einer der wenigen noch geschlossen erhaltenen Bauernhöfe dieses Ortes. | 09231745 |
| Direkt Bild zu diesem Denkmal hochladen | Häuslerhaus mit Einfriedung                                                            | Rottmannsdorfer Hauptstraße 60 (Karte) | 1. H. 19. Jh.         | zeittypischer schlichter Fachwerkbau von ortsgeschichtlicher, baugeschichtlicher sowie sozialgeschichtlicher Bedeutung. Erdgeschoss massiv und verändert, Fachwerk-Obergeschoss regelmäßig mit Eckstreben, Krüppelwalmdach, Nebenanlage: Einfriedung, schmiedeeiserner Zaun. | 09231746 |
| Direkt Bild zu diesem Denkmal hochladen | Wohnstallhaus eines ehemaligen Vierseithofes                                           | Rottmannsdorfer Hauptstraße 62 (Karte) | um 1750               | breit gelagerter, markanter Fachwerkbau von baugeschichtlicher, stadtentwicklungsgeschichtlicher und sozialgeschichtlicher Bedeutung. Erdgeschoss massiv, unterfahren, Fachwerk-Obergeschoss, engstielig mit zahlreichen gezapften Streben, zweiriegelig, Fensteröffnungen im Fachwerk annähernd original beibehalten, Erdgeschoss zu große Fenster, massiver Türvorbau, geschweiftes Satteldach, markanter Giebel, Fachwerk verkleidet, das Haus wird geprägt von einem breiten Schwellenkranz bestehend aus dem Rähm das Erdgeschoss, Füllhölzern und der Schwelle des Obergeschosses, vermutlich ursprünglich auch im Erdgeschoss Fachwerk. | 09231747 |
| Direkt Bild zu diesem Denkmal hochladen | Wohnstallhaus eines ehemaligen Bauernhofes                                             | Rottmannsdorfer Hauptstraße 72 (Karte) | um 1830               | eines der letzten ländlichen Wohn- und Wirtschaftsgebäude in Rottmannsdorf von sozialgeschichtlicher und stadtentwicklungsgeschichtlicher Bedeutung. Erdgeschoss massiv, Fachwerk-Obergeschoss, Krüppelwalmdach, Fachwerk regelmäßig mit Eckstreben, alle Holzverbindungen gezapft, dem Haus ist an der Hofseite ein massiver eingeschossiger Anbau vorgelagert, der allerdings nicht zur Vernichtung des Denkmalbestands geführt hat, der restliche des Hofes ist verändert bzw. heute nicht mehr erhalten. | 09231748 |
| Direkt Bild zu diesem Denkmal hochladen | Wohnstallhaus, angebautes Seitengebäude und Scheune eines Dreiseithofes                | Voigtsgrüner Straße 8 (Karte)          | um 1850               | einer der wenigen Dreikanthöfe in dieser Landschaft in sehr gutem Originalzustand von baugeschichtlicher und sozialgeschichtlicher sowie stadtentwicklungsgeschichtlicher Bedeutung. Wohnstallhaus: giebelständig zur Straße mit traufseitigem Anbau, Erdgeschoss massiv mit zu großen Fenstern, Fachwerk-Obergeschoss verschiefert mit zu großen Fenstern, Satteldach, die Verschieferung von 1885. Seitengebäude: Erdgeschoss massiv, Fachwerk-Obergeschoss verbrettert, mit dem Wohnstallhaus vermutlich durch einen Zwischenbau verbunden, daran anschließend ebenfalls im schrägen Winkel Verbindungsbau: Erdgeschoss massiv, Fachwerk-Obergeschoss, Satteldach, diese beiden Bauten vermutlich 1. Hälfte 19. Jahrhundert, daran anschließend Scheune. Scheune: Erdgeschoss massiv, Ziegelmauerwerk verputzt mit Schlitzöffnungen, an der Traufseite mittig angeordnetem großem Holzflügeltor, Drempelgeschoss, Fachwerk verschiefert, dort zweiflügelige Rechteckfenster gesprosst, Satteldach, um 1850.        | 09231154 |